# Herb Glinojecka
Herb Glinojecka – symbol miasta i gminy Glinojeck, ustanowiony w 1994.

## Wygląd i symbolika
Herb przedstawia na tarczy w polu srebrnym rzekę błękitną w skos, nad nią, z lewej kontury cukrowni czerwonej, pod nią, z prawej, inicjał G czarny. Całość na tarczy francuskiej. Budynek nawiązuje do cukrowni, która przyczyniła się do rozwoju Glinojecka. Rzeka symbolizuje Wkrę, zaś G to pierwsza literę nazwy miasta.